# De Moss Springs
De Moss Springs az Amerikai Egyesült Államok északnyugati részén, Oregon állam Sherman megyéjében, a U.S. Route 97 mentén elhelyezkedő önkormányzat nélküli település.
Névadója a mezőgazdász De Moss család, akik Lyric Bards néven musicalformációt alapítottak. A posta 1887 és 1923 között működött. A Columbia Southern Railway állomása 1900-ban nyílt meg.

## Fordítás
- Ez a szócikk részben vagy egészben  a   De Moss Springs, Oregon című angol Wikipédia-szócikk ezen változatának fordításán alapul.  Az eredeti cikk szerkesztőit annak laptörténete sorolja fel. Ez a jelzés csupán a megfogalmazás eredetét és a szerzői jogokat jelzi, nem szolgál a cikkben szereplő információk forrásmegjelöléseként.